# Тернавка (Черновицкая область)
Терна́вка (укр. Тернавка) — село в Герцаевской городской общине Черновицкого района Черновицкой области Украины.
До 2020 года входило в Герцаевский район
Население по переписи 2001 года составляло 2852 человека. Население по оценке 2024 года составляло 2873 человек. Почтовый индекс — 60543. Телефонный код — 3740. Код КОАТУУ — 7320785001.